# Rhymefest
Rhymefest, pseudonimo di Che Smith (Chicago, 6 luglio 1977), è un rapper statunitense.

## Biografia
Originario di Chicago, deve il suo nome a Che Guevara.
Nei primi anni 2000 ha collaborato alla scrittura del brano Jesus Walks registrato da Kanye West. 
Il suo primo album, coprodotto da diversi artisti tra cui Kanye West, Just Blaze, Mark Ronson, Cool & Dre, è uscito nel luglio 2006 e contiene i featuring di Mario, Malik Yusef e altri.
Il suo secondo album El Che è uscito nel giugno 2010.
Nel 2014 è coautore del brano Glory, cantato da Common e John Legend, canzone vincitrice dell'Oscar alla migliore canzone e inserita nel film Selma - La strada per la libertà.

## Discografia
Album
- 2006 - Blue Collar
- 2010 - El Che
- 2015 - Violence Is Sexy

Singoli
- 1996 - This Is How We Chill (Pts. 1 & 2)
- 2005 - Dirty Dirty (feat. Ol' Dirty Bastard)
- 2006 - Brand New (feat. Kanye West)
- 2006 - Dynomite (Going Postal)
- 2006 - Wanted
- 2007 - Angry Black Man on the Elevator (feat. Lil Jon)
- 2009 - Chicago

## Filmografia
- The Public, regia di Emilio Estevez (2018)